# Alfonso Senior Quevedo
Alfonso Senior Quevedo (* 2. November 1912 in Barranquilla, Kolumbien; † 25. Januar 2004 in Bogotá, Kolumbien) war ein kolumbianischer Fußballfunktionär. Der Begründer des Spitzenvereins CD Los Millonarios hatte maßgeblichen Anteil an der Professionalisierung im kolumbianischen Fußball, zudem war er als Verbandspräsident wesentlich an der Zuteilung der Fußball-Weltmeisterschaft 1986 nach Kolumbien beteiligt. Von 1970 bis 1986 war er Mitglied, später Ehrenmitglied, des Exekutivkomitees der FIFA.

## Wirken
1946 begründete er in Bogotá den Fußballverein CD Los Millonarios, dem er bis 1957 sowie von 1967 bis 1969 vorstand. Anfang 1949 sandte er den argentinischen Spielertrainer des Vereins Carlos Aldabe nach Buenos Aires um einen Starspieler zu verpflichten. Auf dessen Initiative kam im Juni des Jahres El Maestro Adolfo Pedernera von River Plate und zwei Monate später in dessen Gefolge seine Mannschaftskollegen Néstor Rossi und Alfredo Di Stéfano zum Verein. Dies war begünstigt durch die Spielerstreiks, die zwischen 1948 und 1949 in Argentinien und anderen südamerikanischen Ländern den Spielbetrieb wesentlich beeinträchtigten. Unter seiner Leitung wurden die Millonarios der erfolgreichste Verein Kolumbiens und gewannen vier Mal die Meisterschaft und einmal den Pokal.
1948 war er gemeinsam mit dem Präsidenten von América de Cali und Gründungsvorsitzenden Humberto Salcedo Hauptorganisator des Verbandes der professionellen Liga División Mayor del Fútbol Profesional Colombiano (Dimayor) – einer Organisation die der heutigen DFL und der English Premier League vergleichbar ist. 
Nach dem Rauswurf der Dimayor aus dem nationalen Verband Adefútbol gestattete sie ausländischen Spielern die Teilnahme am Spielbetrieb ohne Freigabe durch deren Ursprungsvereine, was wiederum die allfälligen Ablösegelder einsparte – ein Umstand, der im Oktober 1951 zum Ausschluss Kolumbiens aus dem Weltverband FIFA führte. Dieser Ausschluss wurde später mit dem sogenannten Lima Pakt wieder rückgängig gemacht, der vorsah, alle gegebenenfalls bis dahin noch bestehenden Spielerverträge zum Ende des Jahres 1954 aufzuheben und alle Spieler wieder in das quasi-Eigentum von deren Vorvereinen zu stellen. Die als El Dorado bekannte zwischenzeitliche Blütezeit des kolumbianischen Vereinsfußballs – von der vor allem die Millonarios profitierten und in der sie vier Landesmeisterschaften gewannen – kam damit zu einem Ende.
Unter seiner Federführung wurde der kolumbianische Fußballverband Adefútbol, mit vollem Namen Asociación Colombiana de Fútbol, 1964 durch die Federación de Fútbol de Colombia ersetzt, was praktisch einer Ausschaltung der Adefútbol und einer Machtübernahme durch die Dimayor gleichkam. Alfonso Senior war bis 1971, als eine Erneuerung und Umbenennung auf den heutigen Namen Federación Colombiana de Fútbol erfolgte, der Gründungspräsident. Von 1975 bis 1982 stand er dem neuen Verband vor.
In dieser Funktion hatte er maßgeblichen Anteil daran, dass die Fußball-Weltmeisterschaft 1986 Kolumbien zugeteilt wurde. Kolumbien verzichtete jedoch auf deren Austragung, da die Infrastruktur nach der zwischenzeitlichen Aufstockung des Teilnehmerfeldes von 16 auf 24 Nationalmannschaften als nicht ausreichend betrachtet wurde. Der damalige Präsident Kolumbiens Belisario Betancur weigerte sich seinerzeit, die Finanzierung des Ereignisses entsprechend auszuweiten, und das Turnier fand schließlich in Mexiko statt.